# Henry Denker
Henry Denker, född 25 november 1912 i New York City, död 15 maj 2012 på samma ort, var en amerikansk roman-, pjäs- och manusförfattare. Denker var i grunden advokat, vilket märks i hans böcker. De innehåller dessutom ofta element ur läkarvärlden. Harry Denker förekommer ofta i Det Bästas Bokval.

## Filmografi (urval)
- 1965 – Mannen från Nasaret